# 城星路站
城星路站是杭州地铁4号线的一个站点，位于中华人民共和国浙江省杭州市上城区四季青街道钱江新城富春路与城星路、市民街之间。作为4号线首通段的一个站点，已于2015年2月2日投入使用。

## 车站结构
城星路站为地下二层岛式站台车站，长167.7米，宽21.3米，基坑开挖深度19.3米，附设两组风道和6个出入口。

### 楼层分布
| 1层  | 地面               | 出入口                           |  |  |
| -1层 | 站厅               | 自动售票机、客服中心、车站控制室 |  |  |
| -2层 |                    | █ 4号线 往浦沿（近江）           |  |  |
|      | 岛式站台，左侧开门 |                                  |  |  |
|      |                    | █ 4号线 往池华街（市民中心）     |  |  |

## 出入口
城星路站共有7个出入口。B2口暂不开放。A口与D口位于下沉广场，中间有外挂厅商业街。D口下沉广场内设有与周边地下空间的连通道，目前尚未启用。
| 编号              | 指示       | 建议前往的目的地                                                          | 图片 |
| ----------------- | ---------- | ------------------------------------------------------------------------- | ---- |
| A1                | 富春路东侧 | 城星路、香樟街、五星路 钱江新城森林公园、浙商金汇信托股份有限公司         |      |
| A2                | 富春路东侧 | 城星路、森林路、五星路 钱江新城森林公园、CBD公园、尊宝大厦                |      |
| B1                | 富春路西侧 | 浙江金融资产交易中心、钱江国际时代广场、杭州钱江新城万怡酒店              |      |
| B2 · （暂不开放） |            |                                                                           |      |
| B3                | 城星国际   | 富春路、城星路、市民街、香樟街、钱江路 华城国际发展大厦、圣奥中央商务大厦 |      |
| C1                | 富春路西侧 | 市民街、清江路 杭州电信大厦                                               |      |
| D                 | 富春路东侧 | 市民街、森林路、五星路                                                    |      |
| 註： 设有电梯     |            |                                                                           |      |

## 接驳交通
- 杭州公交

A1、B1、D口：富春路市民街口
D口：地铁城星路站D口
- 杭州公共自行车

## 历史
- 2007年3月27日，车站开工。[2]
- 2008年1月28日，车站主体结构封顶。
- 2015年2月2日，车站和4号线首通段一起开放。